# Achiemore (Rhiconich, Sutherland)
Achiemore is een dorp in Sutherland in de Schotse Hooglanden. Het dorp ligt aan de A897 en de Halladale River, zo'n 7 kilometer ten zuiden van Melvich.

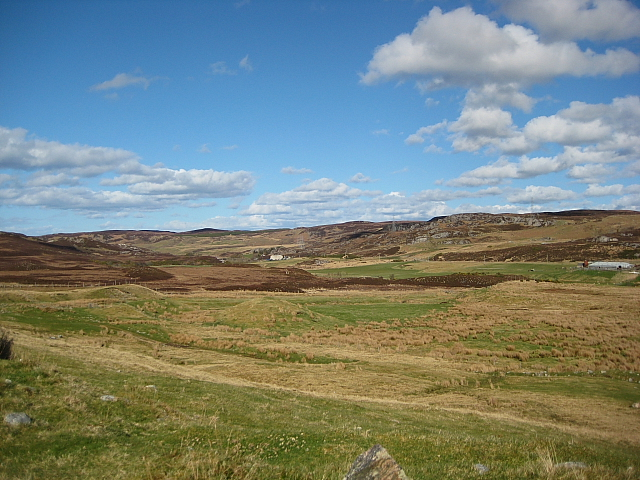